# Саксонський анналіст
Саксонський анналіст (лат. Annalista Saxo; нім. Annalista Saxo; англ. Saxon annalist) — це анонімний автор значної середньовічної компілятивної хроніки XII століття, написаної в монастирі «Нінбург» на р. Солава в історичній області Ангальт. Він отримав своє прізвисько через головну тему, що його цікавила — історія Саксонії. Він приїхав з єпархії Хальберштадт та 1119 р. був настоятелем монастиря «Святого Іоанна» поблизу Магдебурга в 1134 р. і в той же час настоятелем зазначеного вище монастиря «Нінбург».
Він іноді ототожнюється з абатом Арнольдом Нінбурзьким (†1166 р.) монастирів Нінбург та Берге, автор твору «Діяння магдебурзьких архієпископів» (лат. Gesta archiepiscoporum Magdeburgensium).
У своїй роботі над хронікою цей анналіст застосовував основи історичного аналізу: він не тільки компілював відомості з різних джерел, але і вносив у свій текст зміни і уточнення, майже завжди правильні, на основі вивчення попередніх найдостовірніших матеріалів, які перебували в його розпорядженні.
Рукопис Саксонського анналіста написаний між 1148 р. і 1152 р., являє собою під певними датами збірник фактів про середньовічних німецьких королів і їх попередників, різних подій, починаючи з 741 р. до 1139 р., книга охоплює 237 пергаментних сторінок. Описує історію спочатку
- Франкської держави, потім
- Священної Римської імперії.
- Також хроніка Саксонського анналіста викликає інтерес дослідників до генеалогії саксонських аристократичних родин, і є одним з найбільших в німецькій анналістиці зібрань відомостей про історію Стародавньої Русі[3].

Ця оригінальна хроніка Саксонського анналіста зберігається в Національній бібліотеці Франції у м. Парижі (Codex latinus № 11851). Копія була опублікована в Англії в XVI столітті, видання було відновлене реставраторами в 1993 році.

## Видання
- Klaus Nass (Hrsg.), Die Reichschronik des Annalista Saxo. Neuedition mit ausführlichen Registern (MGH. SS. Scriptores 37). — Hannover, München 2006, — Т. XXXVII. — ISBN 3-7752-5537-0. (лат.)
- Georg Heinrich Pertz u.a. (Hrsg.), Georg Waitz, editor, Scriptores (in Folio) Т. VI: Chronica et annales aevi Salici. Hannover: Impensis Bibliopolii Avlici Hahniani, 1844, p. 542–777 (Annalista Saxo. — Monumenta Germaniae Historica. SS. Digitalisat) (лат.)
  - Саксон Анналист. Хроника / Перевод с лат. и комм. И. В. Дьяконова; предисл. И. А. Настенко. — г. Москва: «SPSL» — «Русская панорама», 2012 г. — 712 с. — (MEDIÆVALIA: средневековые литературные памятники и источники). — 1500 экз. — ISBN 978-5-93165-170-5. (рос.)
- Повідомлення хроніки про Стародавню Русь:
  - Саксонский анналист. — Древняя Русь в свете зарубежных источников: Хрестоматия. Том IV. Западноевропейские источники. — Москва : Русский Фонд Содействия Образованию и Науке, 2010. — С. 225—236. — ISBN 978-5-91244-013-7. (рос.)